# Buraq Air

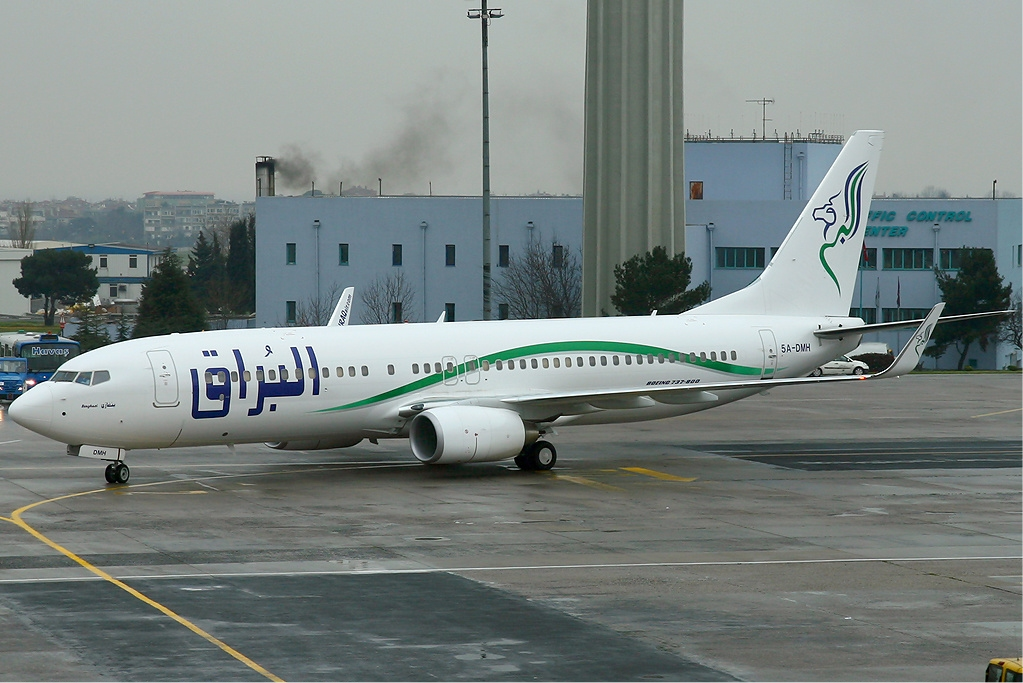
Boeing 737-800 авиакомпании Buraq Air

El-Buraq Air Transport Inc, действующая как Buraq Air, — ливийская авиакомпания со штаб-квартирой в международном аэропорту Митига (Триполи), работающая в сфере внутренних и международных регулярных перевозок, а также предоставляющая услуги чартеров CHC.

## История
Buraq Air была основана 22 октября 2000 года и начала операционную деятельность 15 ноября следующего года, став первой частной авиакомпанией в Ливии. Название новой компании отсылает к мифическому животному «бурак», на котором пророк Мухаммед совершил ночное переселение из Мекки в Иерусалим.
В ходе гражданской войны и интервенции в Ливии в соответствии с Резолюцией Совета Безопасности ООН № 1973 командованием НАТО над территорией страны была установлена бесполётная зона, в результате чего в период с 17 марта по конец августа 2011 года Buraq Air останавливала выполнение всех своих рейсов.

## Маршрутная сеть

### Текущие маршруты
В январе 2021 года маршрутная сеть пассажирских перевозок Buraq Air охватывала следующие пункты:
- Анталья — аэропорт Анталья
- Бодрум — аэропорт Миляс-Бодрум
- Газипаша — аэропорт Газипаша
- Стамбул — аэропорт Стамбул
- Измир — аэропорт имени Аднана Мендереса
- Текирдаг — аэропорт Текирдаг Чорлу
- Триполи — международный аэропорт Митига — хаб

### Прекращённые
Во время гражданской войны 2011 следующие регулярные маршруты были остановлены и по состоянию на апрель 2021 года не возобновлялись:
- Алеппо — международный аэропорт Алеппо
- Александрия — международный аэропорт Эль-Нужа
- Каир — международный аэропорт Каир
- Рабат — аэропорт Рабат — Сале — Кенитра
- Сараево — международный аэропорт Сараево
- Триполи — международный аэропорт Триполи

## Флот
В январе 2021 года воздушный флот авиакомпании Buraq Air составляли следующие самолёты:
| Тип самолёта   | В эксплуатации | Заказано | Пассажирских мест |
| -------------- | -------------- | -------- | ----------------- |
| Boeing 737-400 | 1              | —        | 122               |
| Boeing 737-500 | 1              | —        | 169               |
| Boeing 737-800 | 2              | —        | 189               |
| Всего          | 4              | —        |                   |